# 科尔多瓦多
科尔多瓦多（義大利語：Cordovado），是意大利弗留利-威尼斯朱利亚大区波代诺内省的一个市镇。总面积12.12平方公里，人口2732人，人口密度225.4人/平方公里（2009年）。ISTAT代码为093018。